# Grand Theft Auto (videojoc)
Grand Theft Auto (GTA) és un videojoc d'ordinador creat per DMA Design (ara és Rockstar North) i publicat per ASC Games el 1998. Aquest és el primer de la saga popular Grand Theft Auto dels set jocs que han tret, i dos paquets d'expansió per l'original. Mireu el Grand Theft Auto (la saga) per a més informació dels altres videojocs.
El joc tracta de ser un criminal que pot anar per la ciutat. Hi ha diverses missions per completar el joc; robar bancs, assassinats, i altres crims.
Grand Theft Auto V (GTA V), desenvolupat per Rockstar Games, llançat el 2013, tot i que el seu desenvolupament va començar poc després del llançament de GTA IV (2008). L'acció del joc es desenvolupa a l'àrea metropolitana de la ciutat fictícia de Los Santos, inspirada en Los Angeles. Va introduir el concepte de triple protagonista, on el jugador pot experimentar l'acció des de la perspectiva de Michael, un antic lladre de bancs, Trevor, un personatge excèntric i Franklin, un jove que busca fugir del barri marginal on viu.
La versió Grand Theft Auto VI es va presentar oficialment el desembre del 2023, estarà ambientat a l’estat fictici de Leonida, inspirat en Florida. La seva data de llançament serà el maig del 2026.

## Jugabilitat modificada
El jugador pot triar entre vuit personatges al principi del joc, aquests són: Travis, Katy, Nikki, Divine, Bubba, Troy, Kivlov i Ulrika. El personatge que es triï no afectarà l'aparença del protagonista, ja que serà sempre el mateix personatge amb jersei groc. El jugador també pot introduir-hi un nom. Això servirà també per activar els trucs, introduint els codis corresponents.
El protagonista del joc és lliure de fer el que vulgui a cadascuna de les tres ciutats que componen els tres nivells de joc. Així, es pot robar cotxes, vendre'ls, etcètera. El que sigui per aconseguir punts, també utilitzables com a diners; reunir una quantitat fixa d'aquests punts és lobjectiu final de cada ciutat. També podeu fer diferents treballs d'oficines entre altres coses.
El protagonista comença el joc amb cinc vides, que pot perdre si és atacat.

### Guanyar punts
Hi ha diverses maneres en què es poden obtenir els punts necessaris per completar cada nivell.
Alguns punts poden ser guanyats cometent diversos crims, com a col·lisions (10 punts cadascuna), o matant un policia (1000 punts cadascun). Com més greu i seriós és el crim, més és la quantitat de punts obtinguts, però també més gran serà l'atenció de la policia cap al jugador. Una altra manera de guanyar diners és robar cotxes per després vendre'ls als diferents molls al voltant de la ciutat, generalment obtenint diversos milers de punts.
Aquestes activitats poden donar al jugador molts punts però aquests no seran prou per guanyar els milions de punts necessaris per completar cada nivell (tret que el jugador tingui molta paciència), així que cal realitzar les missions per completar el nivell. Quan es completa satisfactòriament una missió, el jugador rep com a pagament una gran quantitat de punts. El pagament més comú ronda els 50.000 punts.
També en completar una missió, el multiplicador de punts augmenta en un. El multiplicador de punts és aquell que multiplica el punt normal pel número determinat del multiplicador per obtenir els punts extres. Per exemple, un multiplicador de 3 significarà que obtindrà 3 x 10 = 30 punts per col·lidir, en lloc de 10 punts que seria el normal. Aquest multiplicador s'aplica a qualsevol punt guanyat al joc, incloent la paga per completar satisfactòriament una missió.
A Game Boy Color, el multiplicador de punts és manejat en forma diferent. El jugador pot ajuntar diverses «X» amagades a cada ciutat, això automàticament inclou un multiplicador al comptador de punts. La primera vegada que es col·lecta una d'aquestes X al costat del comptador dirà x2, la segona vegada dirà x3 i així successivament. Això només afecta els punts guanyats després d'obtenir el multiplicador. Els punts que el jugador ja té en el moment no seran afectats, així que està en l'interès del jugador buscar les X com més aviat millor.

### Localitzacions
Les tres ciutats on es desenvolupa el joc es van crear sobre la base de ciutats reals, en termes de paisatges i estil, les ciutats són Liberty City (basada a Nova York), Vice City (basada a Miami) i San Andreas (basada a San Francisco).
Aquestes tres ciutats es van convertir més endavant, a les ciutats on es desenvoluparia Grand Theft Auto III, Grand Theft Auto: Vice City, Grand Theft Auto: Liberty City Stories, Grand Theft Auto: Vice City Stories, Grand Theft Auto IV, Grand Theft Auto: Chinatown Wars i 
Grand Theft Auto: San Andreas,encara que en aquest últim és un estat que conté tres ciutats: Los Santos (basada a Los Angeles), San Fierro (basada a San Francisco), i Las Venturas (basada a Las Vegas).

### Missions
En la majoria dels casos, les missions són encomanades mitjançant telèfons públics, encara que algunes missions s'assignen sobre el terreny, o són activades pujant a certs vehicles. Quan es pren un telèfon, el jugador està obligat a realitzar aquesta missió fins que la completi satisfactòriament o la falli, però amb els cotxes és diferent. El jugador és advertit per algú amb el missatge: «Tinc una nova feina per a tu, si ho desitges. Si no, surt del meu cotxe». En aquest darrer cas, el jugador ha de sortir passats alguns segons abans que la missió comenci.
Els telèfons paren de sonar quan el jugador accepta una missió «telefònica», però les missions de vehicles encara estan disponibles. Acceptant una missió de vehicle mentre el jugador es troba realitzant una altra missió obtinguda a través de telèfons, el jugador pot eliminar aquesta missió (no obstant això, no es mostra cap avís que la missió ha estat fallada) i en lloc realitza la missió activada per entrar en aquests vehicles, però una missió del telèfon no pot eliminar una missió del vehicle ja que els telèfons paren de sonar.
Al començament de cada missió, se li donarà al jugador una sèrie d'instruccions que ha de seguir. Les instruccions es donen en etapes, així que els objectius poden canviar en una situació determinada.
Moltes de les missions impliquen les tasques que es poden acabar depenent del «pas» del jugador, així que el jugador el pot prendre en forma tranquil·la, i respectar els senyals del trànsit per exemple, encara que hi ha sempre una temptació de fer-ho el més ràpid possible. No obstant això, hi ha vegades que el joc imposa límits de temps per completar la missió, o es pot trobar en una situació de persecució, perseguits per gàngsters enemics o per la policia, forçant el jugador a fer-ho ràpidament o aconseguir arribar a temps a un destí determinat i/o evadir els qui el persegueixen. Això significa passar els llums vermells, conduir per la vorera (arriscant atropellar els vianants) i utilitzar dreceres.

## Soundtrack
El Grand Theft Auto té una petita selecció d'emissores de ràdio que pot escoltar el jugador quan està en un vehicle, això no obstant, cada vehicle només pot rebre un limitat nombre d'aquestes emissores de ràdio (normalment tres però, alguns cotxes només un). A la versió de Playstation cada cotxe té només una emissora de ràdio per escoltar.
Aquí hi ha els noms de les cançons de les emissores de ràdio que no es mencionen mai durant el joc (amb l'excepció de Head Radio):
NCT-FM
Da Shootaz - Grand Theft Auto (per Joyride)
Slumpussy - This Life
CCC - Blow Your console
Radio '76 FM (el nom d'aquesta emissora de ràdio està també mencionada durant el joc però no és el mateix de Funk FM. Pot ser que sigui un malnom, o només un error.)
Ghetto Fingers - On The Move
Ashtar - Aori
Stylus Exodus - Pootang Shebang
Head Radio FM
Reality Bubble - Days Like These
Meme Traders - Automatic Transmission
50 Cent - Fuck Dominic's
The Fix FM
Animal Testing Centre - DSP
Rotorman - Ride
Technophiliak - Largestar
It's Unleashed FM
Stikki Fingers - 4 Letter Love
The Hounds - Let It Out
Bleeding Stump - Just Do It
The Fergus Buckner Show FM
Sideways Hank O'Malley (i The Alabama Bottle Boys) - The Ballad of Chapped Lip Calquhoun
Brooklyn Underground FM
Retrograde - Benzoate
Government Listening Post - E104
Trancefer - Figiwhiz

## Controvèrsia
El videojoc, amb els temes violents, va generar una gran controvèrsia. Tanmateix, això es considera intencional, i va ser el primer videojoc que s'ha fet conèixer amb publicitat de tal manera. Els editors de Grand Theft Auto van contractar el publicista Max Clifford per generar una aura de controvèrsia sobre el videojoc als mitjans de comunicació locals. Com a resultat, els polítics van intervenir en la incursió. Qualsevol sigui l'impacte de la censura en el videojoc i la percepció dels videojocs, la publicitat va funcionar -el títol va ser un enorme èxit simplement perquè els que intenten prohibir-ho inadvertidament van generar publicitat per al mateix. Aquest ha estat un conegut i reconegut fenomen dels videojocs violents des de llavors.